# Phyllospongia foliacea
Phyllospongia foliacea är en svampdjursart som beskrevs av Vacelet, Vasseur och Claude Lévi 1976. Phyllospongia foliacea ingår i släktet Phyllospongia och familjen Thorectidae.
Artens utbredningsområde är havet kring Madagaskar. Inga underarter finns listade i Catalogue of Life.